# Hans Liisberg
Hans Henrik Laurits Bering Liisberg (født 31. august 1815 i Aarhus, død 29. november 1883 sammesteds) var en dansk købmand, brændevinsbrænder og rådmand. 
Liisberg var søn af murermester og bygherre Laurits Liisberg og Anna f. Bering. Han skabte sig en blomstrende virksomhed som købmand, brygger og brændevinsbrænder I Aarhus. Politisk var han i sin ungdom vist national-liberal og roses af politiker Orla Lehmann for sin optræden i 1848, men i årenes løb førtes han mere og mere mod højre. Liisberg blev medlem af borgerrepræsentationen fra 1859 og var rådmand fra 1861-1868.
Liisberg tilhørte ikke til de gamle købmandsfamilier. Hans håndværkerslægt opfattedes ligefrem som en hindring, og det var derfor ubetinget hans dygtighed, som bragte ham frem. Han vedblev imidlertid at være en homo novus inden for den førende kreds af borgere, og der kom aldrig til at stå den samme respekt om hans navn som om de gamle købmandsfamiliers. To år før sin død solgte han brændevinsbrænderiet til De Danske Spritfabrikker. Fra 1878 til kort før sin død var han direktør for Ny jydske Kjøbstad-Creditforening, og i mange år var han værge for Aarhus Domkirke, til hvis orgel han i 1880 bekostede et par nye stemmer. Ved sin død blev han rost som en selfmade mand, der havde svunget sig op ved sin dygtighed. Han var Ridder af Dannebrog.
Liisberg giftede sig første gang i 1850 med Emma Karen Eleonora f. Lassen, datter af apoteker Adam Lassen. Han giftede sig anden gang i 1854 med Julie Henriette Rosalie f. Lassen, søster til hans første hustru.